# ولكوت جيبس
ولكوت جيبس (بالإنجليزية: Wolcott Gibbs)‏ هو صحفي أمريكي، ولد في 15 مارس 1902، وتوفي في 16 أغسطس 1958.

## وصلات خارجية
- ولكوت جيبس على موقع قاعدة بيانات برودواي على الإنترنت (الإنجليزية)